# Hiéroglyphe égyptien N25
Pour les articles homonymes, voir Colline (homonymie).

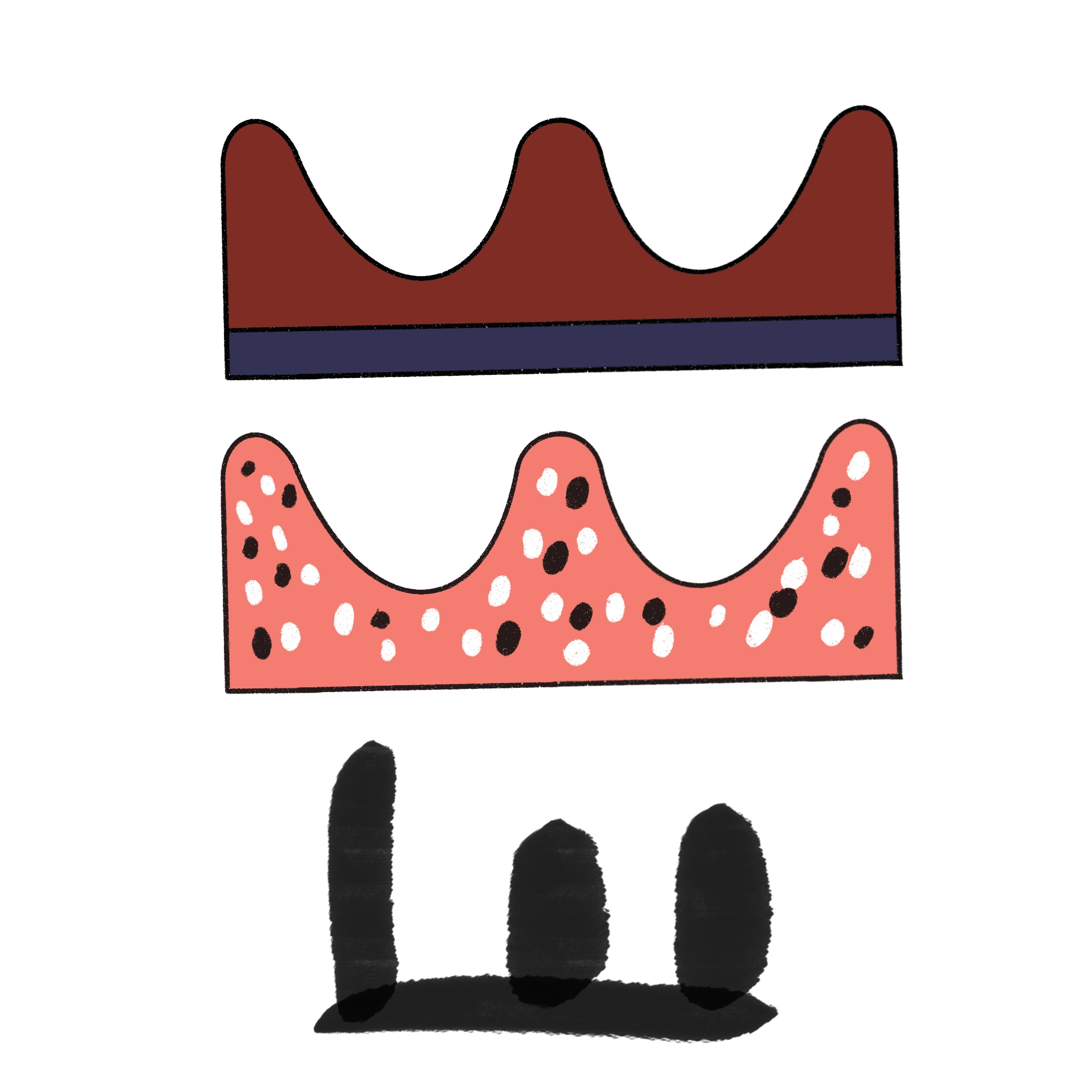
Version hiératique et hiéroglyphique

Les trois collines en hiéroglyphes égyptiens, sont classifiées dans la section N « Ciel, Terre, Eau » de la liste de Gardiner ; cet hiéroglyphe y est noté N25.

## Représentation
Il représente une montagne à trois sommets ou un désert à trois dunes renvoyant aux territoires désertiques ou montagneux délimitant la vallée du Nil (d'où découle l'idée de contrées étrangères situées au delà de ces frontières naturelles). Il est rouge ou rose, parfois orné d'une multitude de points représentant le sable. Il est aussi parfois posé sur une bande vert turquoise (peu aller du bleu pâle au vert classique) faisant référence au limon noir verdoyant adjacent au Nil. Il est translitéré ḫȝst.

## Usage
| N25 · t · Z1 | / | M12 | s | t · N25 |

| N25 · t · Z1 | / | M12 | s | t · N25 |

le pays plat), terre étrangère, désert »,,.
C'est aussi un déterminatif dans les noms de pays étrangers et du désert.

## Exemples de mots
| O6 | t · t · N25 |

| O6 | t · t · N25 |

| ms | q · t · N25 |

| ms | q · t · N25 |

| b | b | r · Z1 | N25 |

| b | b | r · Z1 | N25 |

## Stèle de Mérenptah
L'une des principales utilisations de ce hiéroglyphe est comme déterminatif des terres étrangères. Par exemple, sur la stèle de Mérenptah, une liste de contrées étrangères est présente ligne 27 : 
| i | s | q | A | E23 · n · y | T14 · N25 |

| i | s | q | A | E23 · n · y | T14 · N25 |

| k | A · n · a | n · a · T14 · N25 |

| k | A · n · a | n · a · T14 · N25 |

| x · t · U30 · T14 · N25 |

| x · t · U30 · T14 · N25 |

| T · H · n | nw · W | T14 | A1 · B1 · Z2 · N25 |

| T · H · n | nw · W | T14 | A1 · B1 · Z2 · N25 |

| i | i | n · U19 · nw · W | a · G3 | M · T14 · N25 |

| i | i | n · U19 · nw · W | a · G3 | M · T14 · N25 |

## Les neuf arcs (étrangers ou rebelles)
| N25 · t | Z1 · Z1 · Z1 · Z1 · Z1 · Z1 · Z1 · Z1 · Z1 |

| N25 · t | Z1 · Z1 · Z1 · Z1 · Z1 · Z1 · Z1 · Z1 · Z1 |

Orthographe des peuples étrangers, l'hiéroglyphe des neuf arcs est représenté par N25, "t" X1, et neuf traits Z1,. Les neuf terres étrangères utilisées pour les neuf arcs sont également représentées iconographiquement à l'intérieur des cartouches, avec leurs noms. Les cartouches sont les « corps » du « prisonnier » ou « captif », les bras attachés derrière le dos, le nom de la terre / ville à l'intérieur du cartouche.

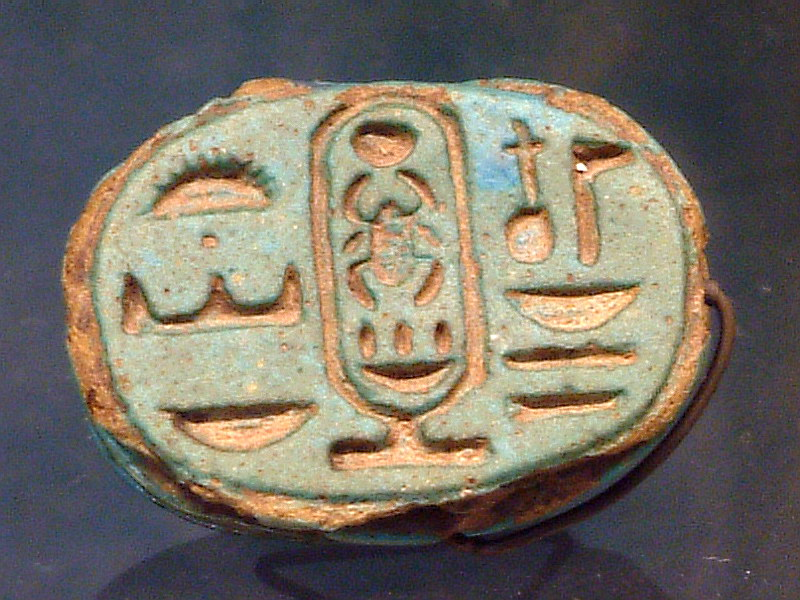
Bague pharaonique
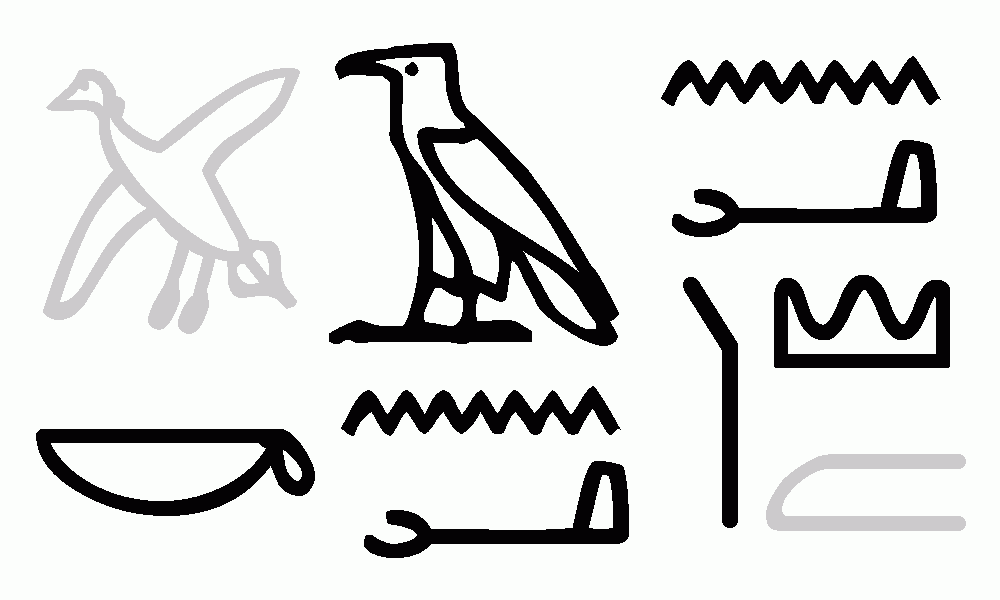
Canaan - (Kanana)
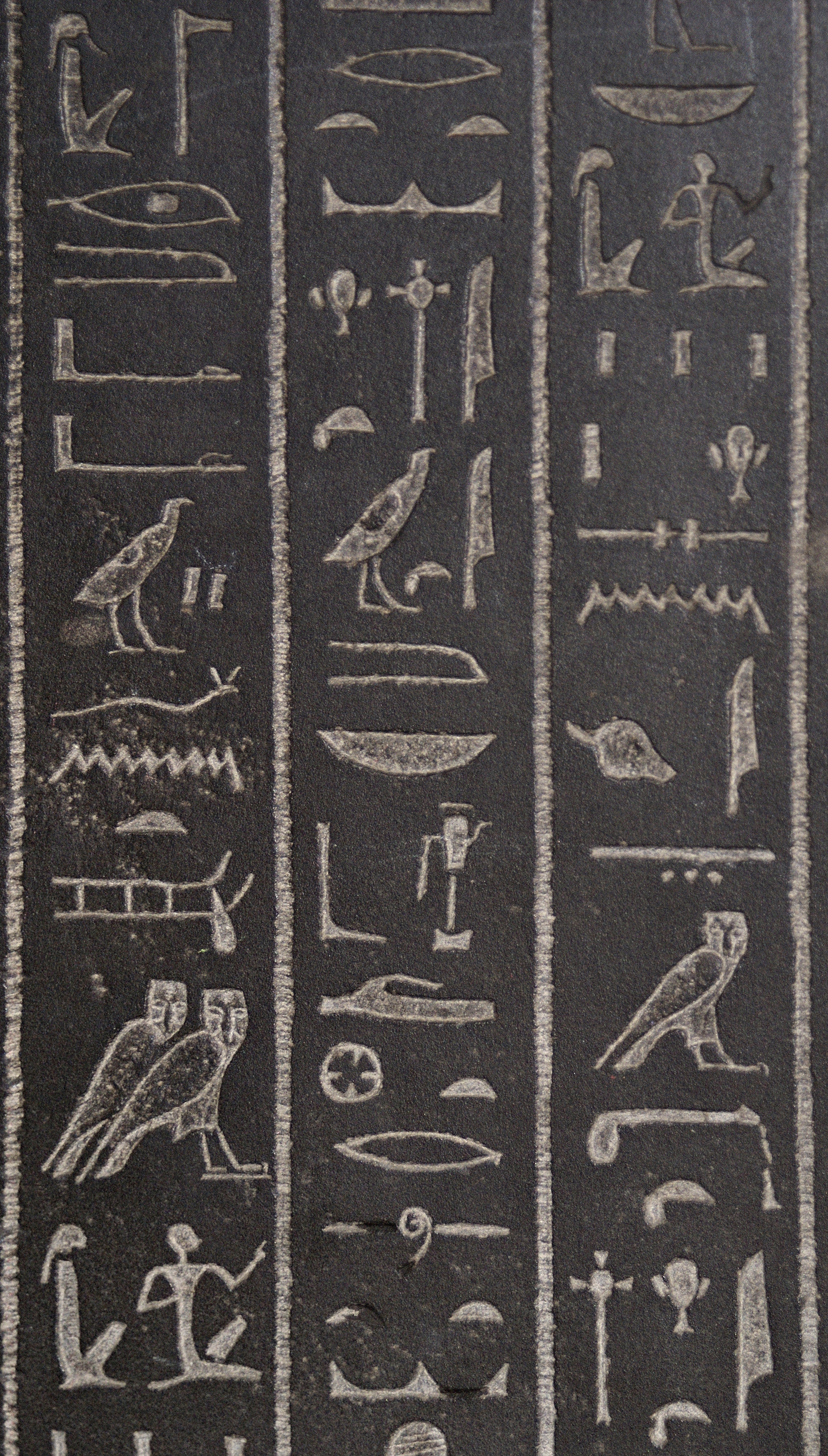
Sarcophage inscrit pour Ânkhnesnéferibrê, Divine adoratrice d'Amon. La femme du Dieu d'Amon

## Voir également
- Liste totale des hiéroglyphes selon la classification Gardiner